# Kazimierz Górski

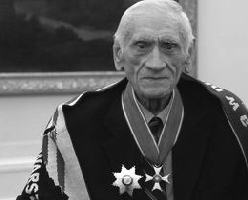
Kazimierz Górski

Kazimierz Klaudiusz Górski (Lwów, 2 maart 1921 – Warschau, 23 mei 2006) was een Pools voetbalspeler en -coach. Hij coachte onder andere het Pools voetbalelftal.

## Biografie

### Spelerscarrière
Hij werd geboren in Lwów, toen Polen, nu Oekraïne. Hij speelde als aanvaller in verschillende Poolse voetbalteams, waaronder RKS Lwów, Spartak Lwów, Dynamo Lwów en Legia Warszawa, met zijn bijnaam "Sarenka" ("Ree"). Zijn roemrijke carrière werd onderbroken gedurende de Tweede Wereldoorlog. Op 26 juni 1948 nam hij deel aan zijn enige internationale wedstrijd, Polen-Denemarken (0-8). Dit was het zwaarste verlies uit de geschiedenis van het Poolse elftal.

### Carrière als coach en trainer
Hij slaagde in voetbaltraining aan de Hogere School voor Lichamelijk Onderwijs in Krakau (Wyższa Szkoła Wychowania Fizycznego, tegenwoordig Akademia Wychowania Fizycznego w Krakowie) en de Academie voor Lichamelijk Onderwijs in Wrocław (Akademia Wychowania Fizycznego we Wrocławiu) in 1980. Hij werd coach van Legia Warszawa, Marymont Warszawa Gwardia Warszawa, Lublinianka Lublin en ŁKS Łódź.
Van 1956 tot 1966 was hij coach van het Poolse nationale junior team. Daarna coachtte hij het Pools U-23 nationale team van 1966 tot 1970 en uiteindelijk het Pools voetbalelftal dat hij van 1970 tot 1976 deed. Zijn eerste internationale wedstrijd werd op 5 mei 1971 gehouden in Lausanne in Zwitserland. Zijn belangrijkste overwinningen waren het behalen van de gouden medaille tijdens de Olympische Spelen in 1972 in München; de bronzen medaille voor de derde plaats tijdens het Wereldkampioenschap voetbal 1974 in Duitsland; en een zilveren medaille tijdens de Olympische Spelen in 1976 in Montreal. Górski was gedurende 73 wedstrijden de coach van het Pools voetbalelftal; hiervan won het team er 45.
Nadat zijn contract in Polen was verlopen, vertrok hij naar Griekenland om daar coach te worden van verschillende voetbalteams: Panathinaikos, Olympiakos Piraeus en Ethnikos Pireus. In 1986 beëindigde hij zijn carrière en ging hij terug naar Polen.

### Laatste jaren

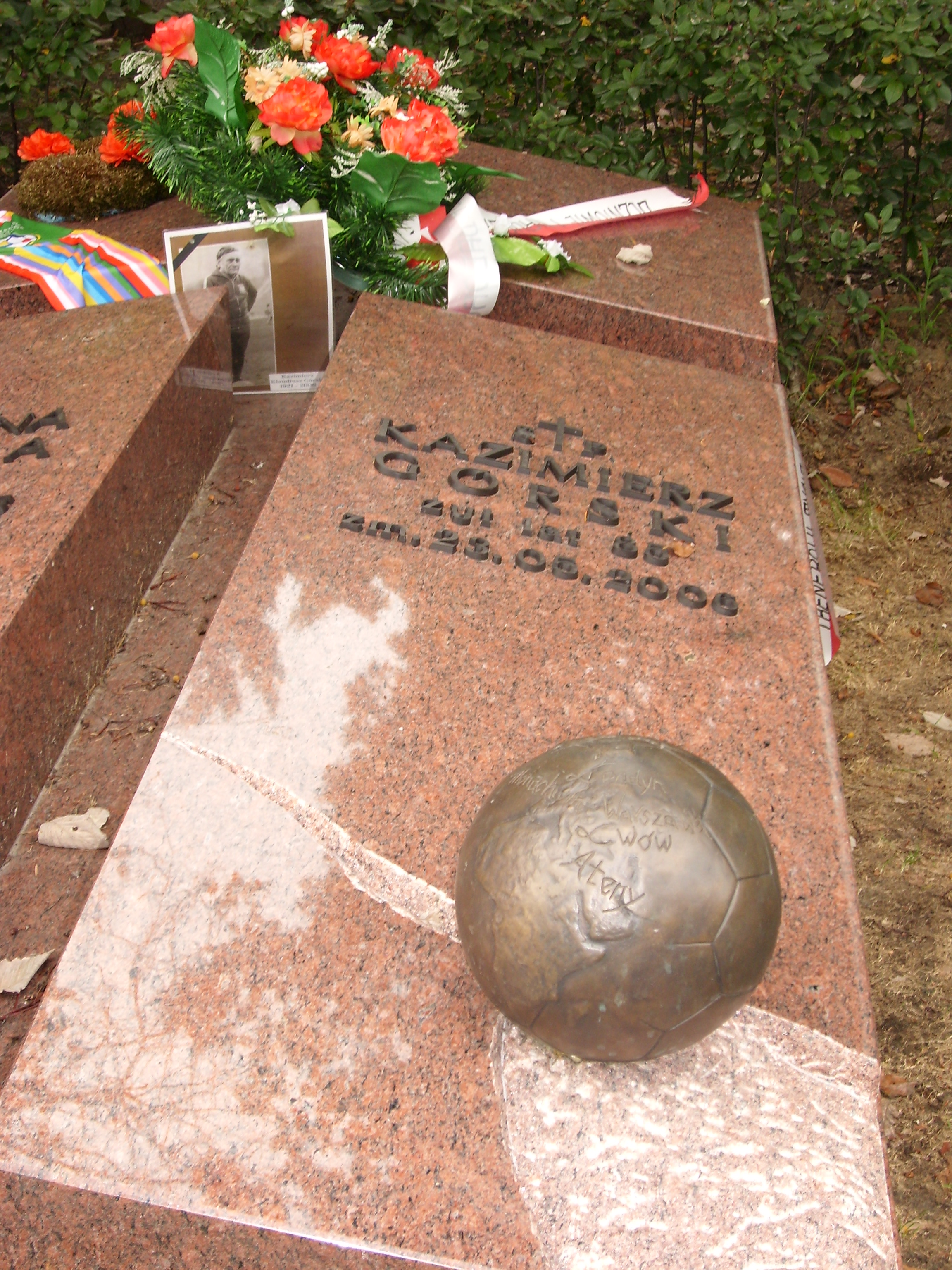
Graf van Kazimierz Górski.

Sinds 1976 was hij erelid van de Poolse voetbalbond (Polski Związek Piłki Nożnej, PZPN), waar hij vanaf 1987 vicepresident van was. Tussen 1991 en 1995 was hij president van de bond. Op zijn 80ste verjaardag in 2001 werd hij door FIFA-president Sepp Blatter met een gouden medaille onderscheiden voor al zijn verdiensten voor de FIFA. Bij deze ceremonie in Zürich waren onder andere de Polen Zbigniew Boniek en Grzegorz Lato aanwezig. Uit het buitenland woonden onder andere Franz Beckenbauer, Bobby Charlton, Johan Cruijff Eusébio en Michel Platini de ceremonie bij.
Na een wekenlang durend ziekbed overleed Kazimierz Górski op 23 mei 2006 in Warschau op 85-jarige leeftijd. Hij ligt begraven op begraafplaats Powązki-Cmentarz Wojskowy te Warschau.

## Onderscheidingen
- Orde van Merit in Ruby - UEFA onderscheiding (na zijn dood)
- Gouden medaille van Merit - FIFA onderscheiding
- Commandeur in de Orde Polonia Restituta
- Commandeur met ster in de Orde Polonia Restituta
- Grootkruis in de Orde Polonia Restituta

## Beroemde uitspraken
- "De bal is rond en er zijn twee goals."
- "Voetbal is een simpel spel: je moet gewoon meer doelpunten maken dan je tegenstanders."